# Diane Lockhart
Diane Lockhart é uma personagem fictícia da série The Good Wife, interpretada por Christine Baranski.

## Biografia
Diane é uma Advogado de defesa sênior de renome, sócia de Will Gardner na firma de advogados de Chicago, Stern, Lockhart & Gardner.
Sua primeira aparição foi no episódio "Pilot", em 22 de setembro de 2009.
| “ | Algumas vezes, eu acho que a Justiça estará melhor servida com um cara ou coroa. | ” |